# Humphreys megye (Tennessee)
Humphreys megye az Amerikai Egyesült Államokban, azon belül Tennessee államban található. Megyeszékhelye és legnagyobb városa Waverly. Lakosainak száma 18 990 fő (2020. április 1.). Humphreys megye Houston, Dickson, Hickman, Perry és Benton megyékkel határos.

## Népesség
A megye népességének változása:
| Lakosok száma | 18 562 | 18 400 | 18 278 | 18 243 | 18 135 | 18 990 |
|               | 2010   | 2011   | 2012   | 2013   | 2015   | 2020   |